# Proporczykowiec Amieta
Proporczykowiec Amieta (Fundulopanchax amieti) – gatunek ryby karpieńcokształtnej z rodziny Nothobranchiidae. Epitet gatunkowy został nadany na cześć francuskiego zoologa Jean-Louisa Amieta.
Występuje w zachodnim Kamerunie. Osiąga do 7 cm długości. Jest rybą trudną w hodowli w akwarium i nie jest polecana początkującym akwarystom. Żyje w wodzie o temperaturze 22–28 °C i pH 5,8–7,2.